# Reformni pokret Adventista sedmog dana
Reformni pokret Adventista sedmog dana (RPASD) je protestantska kršćanska denominacija u adventističkom pokretu. RŠASD je nastao nakon raskola u Europskoj Adventističkoj crkvi sedmog dana tijekom Prvog svjetskog rata. Raskol se dogodio radi neslaganja adventističkih europskih crkvenih vođa u vezi štovanja subote te neslaganja o obvezivanju adventista na nošenje oružja u vojnoj službi u Njemačkom Carstvu tijekom Prvog svjetskog rata.
Pokret je  na međunarodnoj razini formalno organiziran 1925. godine u Gothi u Njemačkoj i usvojio je naziv "Reformni pokret adventista sedmog dana". Pokret je 1929. godine registriran u Burgwedelu blizu Hanovera kao udruga. Nakon što je Gestapo raspustio udrugu 1936. godine, udruga je ponovno registrirana 1949. godine u Sacramentu u Kaliforniji u Sjedinjenim Američkim Državama. Trenutno svjetsko sjedište Reformnog pokreta Adventista sedmog dana nalazi se u Roanokeu, u Virginiji u SAD-u. 
RPASD organizirano djeluje u preko sto zemalja svijeta. Preko redovitih publikacija od kojih su neke koncipirane za dnevno proučavanje Svetog pisma širi osnovnu biblijsku vijest o Kristovom ponovnom dolasku pozivajući ljude da se kroz vlastitu duhovnu vezu s Kristom pripreme za taj događaj. Kroz svoje djelovanje RPASD promiče temeljne principe ranokršćanske crkve: jednakost ljudi, nacionalnu i rasnu toleranciju, slobodu savjesti te pacifizam. RPASD zastupa segregaciju crkve i države te prakticira nemiješanje u politiku. Potiče zdrav način života i prehrane, te su svi članovi crkvevegetarijanci, nepušači i antialkoholičari.

## Oblik organizacije
Svaki član crkve sudjeluje u izboru službenika, đakona, propovjednika i zastupnika preko kojih se potrebe mjesnih crkava zastupaju na Misijskoj konferenciji (savezu mjesnih crkava). Istim se principom biraju i zastupnici za više razine crkvene organizacije. Generalna Konferencija je najviše upravno tijelo RPASD u svijetu.

## RPASD u Hrvatskoj
Reformni pokret Adventista sedmog dana u Hrvatskoj djeluje od dvadesetih godina 20. stoljeća. Zahvaljujući radu prvih pionira koji su potpomagali širenje adventnog pokreta formiraju se centri u sjevernoj Hrvatskoj i Slavoniji. RPASD danas ima mjesne crkve u Puli, Rijeci, Zagrebu, Daruvaru, Požegi, Osijeku, Lipiku i drugim manjim mjestima.
1. ↑  Holger Teubert, "The History of the So called "Reform Movement" of the Seventh-day Adventists," unpublished Manuscript, 9.
2. ↑  About Us. Pristupljeno 25. svibnja 2025.
3. 1 2 3  RPASD. Što je RPASD?. Reformni pokret adventista sedmog dana (engleski). Pristupljeno 25. svibnja 2025.